# Richard von Barry
Richard Wilhelm von Barry (24. ledna 1861 Terst – 19. října 1937 Velden am Wörthersee) byl rakousko-uherský admirál irského původu. U c. k. námořnictva sloužil od roku 1879 a absolvoval několik zaoceánských cest. V letech 1891–1892 byl účastníkem mezinárodní expedice do oblasti Arktidy, podílel se také na několika mezinárodních vojenských operacích ve Středomoří. Uplatnil se i jako pedagog a v letech 1912–1914 byl velitelem C. k. námořní akademie v Rijece. Na začátku první světové války byl v hodnosti kontradmirála velitelem bitevní divize v Boce Kotorské, ale již po několika měsících odvolán a odeslán do penze ze zdravotních důvodů. V roce 1917 se jako vysoký úředník v námořní sekci ministerstva války vrátil do aktivní služby a v roce 1917 dosáhl hodnosti viceadmirála. Po skončení první světové války a rozpadu monarchie žil po roce 1918 v soukromí v Korutanksku.

## Biografie

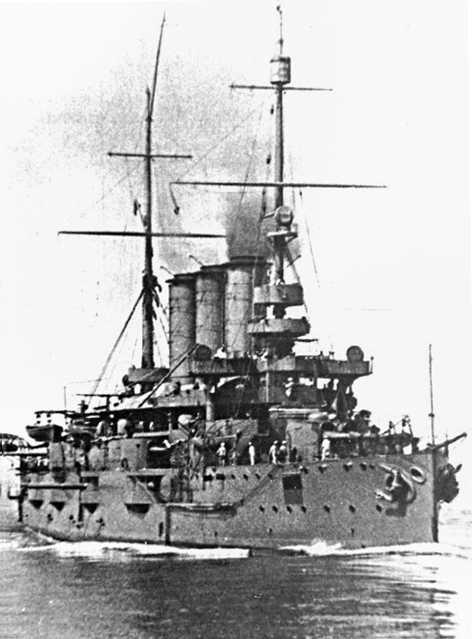
SMS Erzherzog Friedrich, vlajková loď kapitána Richarda Barryho v letech 1910–1911

Pocházel ze staré irské rodiny, narodil se jako mladší syn kapitána Richarda Barryho (1825–1866), který zemřel na tyfus po návratu z Mexika. Richardovo druhé křestní jméno Wilhelm odkazuje k osobnosti kmotra Wilhelma Tegetthoffa. Richard studoval na gymnáziu v Rijece a v letech 1875–1879 na C. k. námořní akademii v Rijece. V roce 1879 nastoupil k námořnictvu jako kadet a na korvetě SMS Saida absolvoval v letech 1879–1880 cestu do Ameriky. V roce 1882 se na lodi SMS Erzherzog Albrecht zúčastnil potlačení povstání v Dalmácii a v roce 1884 získal hodnost praporčíka. Poté sloužil u jednotek námořní pěchoty a u arzenálu v Pule. Jako dělostřelecký důstojník sloužil na různých lodích, v roce 1890 byl navigátorem na císařské jachtě SMS Miramar.
V roce 1890 byl povýšen na poručíka II. třídy s přidělením k Námořnímu technickému výboru. V letech 1891–1892 doprovázel prince Jindřicha Parmského na expedici do Severního ledového oceánu. V roce 1893 získal hodnost poručíka I. třídy a v letech 1894–1895 s lodí SMS Taurus kotvil v Istanbulu. Po návratu sloužil u námořní základny v Terstu a během řecko-turecké války se jako velitel torpédového člunu SMS Sperber zúčastnil mezinárodní blokády Kréty. Jako štábní důstojník na bitevní lodi SMS Wien cestoval v roce 1897 do Anglie a v letech 1897–1901 působil jako pedagog na C. k. námořní akademii v Rijece.

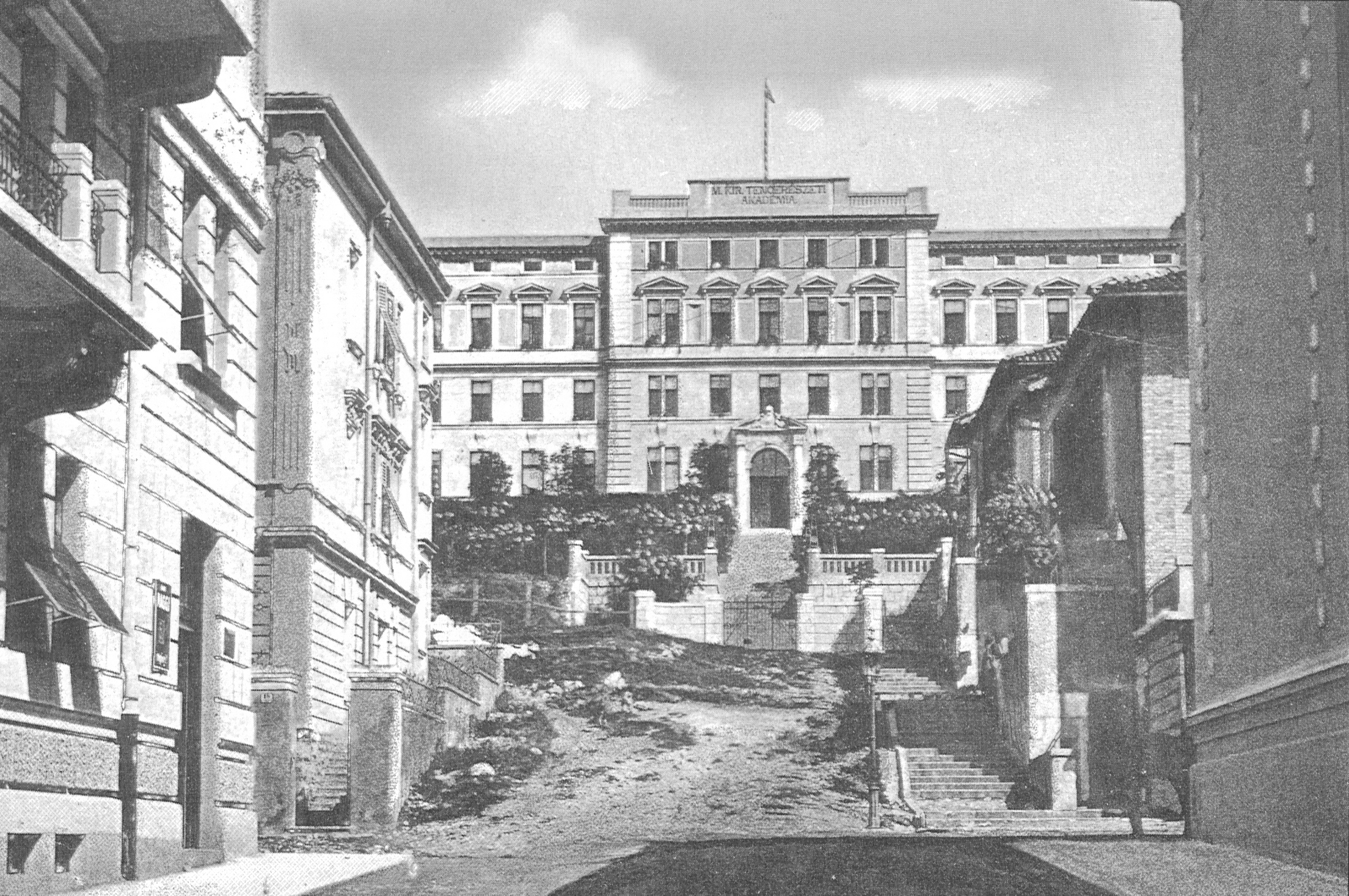
Budova C. k. námořní akademie v Rijece, kde Richard von Barry studoval, později působil jako pedagog a v letech 1912–1914 byl jejím velitelem

Ke dni 1. listopadu 1901 byl povýšen na korvetního kapitána, byl prvním důstojníkem na křižníku SMS Saida a v letech 1901–1903 vojenským referentem u oblastního námořního velitelství v Terstu. Poté byl šéfem štábu torpédové flotily na torpédovém křižníku SMS Tiger a v letech 1903–1904 prvním důstojníkem na bitevní lodi SMS Habsburg. V letech 1904–1908 působil na ministerstvu války, kde byl přednostou I. oddělení námořní sekce. Mezitím byl 1. listopadu 1905 povýšen na fregatního kapitána. V letech 1908–1909 vystřídal velení na bitevních lodích SMS Wien a SMS Kaiser Karl VI. Ke dni 1. května 1909 získal hodnost kapitána řadové lodi a stal se zástupcem velitele arzenálu v Pule. Na vlajkových lodích SMS Erzherzog Friedrich a SMS Erzherzog Franz Ferdinand byl v letech 1910–1911 velitelem záložní eskadry.
V letech 1912–1914 byl velitelem C. k. námořní akademie v Rijece, mezitím byl povýšen do hodnosti kontradmirála (1. listopadu 1912). Během balkánských válek v letech 1912–1913 byl velitelem divize ve Středomoří a v roce 1913 se zúčastnil mezinárodní námořní konference ve Skadaru. Poté se vrátil na post velitele námořní akademie do Rijeky. Na začátku první světové války byl jmenován velitelem 5. divize v Boce Kotorské, již v říjnu 1914 byl ale odvolán a bez bližšího zařazení převelen ke sborovému námořnímu velitelství v Pule. Větší část roku 1915 strávil na dovolené a k datu 1. září 1916 byl ze zdravotních důvodů penzionován. V březnu 1917 byl znovu povolán do aktivní služby a přidělen k centrální kanceláři námořní sekce na ministerstvu války. K datu 1. srpna 1917 byl povýšen do hodnosti viceadmirála a na ministerstvu války setrval až do rozpadu monarchie v listopadu 1918.
Po roce 1918 se usadil v Korutansku v městečku Velden am Wörthersee, kde zakoupil rozsáhlý pozemek se sídlem Villa am Stein. Vila se stala centrem společenského života ve Veldenu, Barry se také na soukromé jachtě Maiko často plavil na jezeře Wörthersee. Z finančních důvodů musel v roce 1931 prodat část pozemků, samotný dům prodali potomci v roce 1951. Zemřel ve Veldenu 19. října 1937 ve věku 76 let a byl pohřben na hřbitově St Lenohard ve Štýrském Hradci. 

## Rodina
V roce 1893 se ve Štýrském Hradci oženil s baronkou Paulinou von Hagen (1871–1946), dcerou úředníka c. k. státních drah. Z manželství se narodil syn Heinrich (zvaný též Harry) (1894–1936), který za první světové války u námořnictva dosáhl hodnosti poručíka. 
Richardův strýc Alfred von Barry (1830–1907) byl také důstojníkem c. k. námořnictva a jako velitel námořní základny v Pule byl v roce 1884 penzionován v hodnosti viceadmirála.

## Tituly a ocenění
Za zásluhy svého otce v Mexiku byl v roce 1882 povýšen do šlechtického stavu s titulem rytíř (Ritter von Barry). O udělení šlechtického titulu rozhodl osobně císař František Josef I. 14. prosince 1882, formality spojené s vydáním příslušného diplomu byly dokončeny 5. března 1883. Během služby u námořnictva získal Richard Barry několik vyznamenání v Rakousku-Uhersku i v zahraničí.

### Rakousko-Uhersko
- Válečná medaile (1883)
- Jubilejní pamětní medaile (1898)
- Služební odznak pro důstojníky III. třídy (1904)
- Vojenský záslužný kříž (1907)
- Vojenský jubilejní kříž (1908)
- Mobilizační kříž (1913)
- Řád železné koruny III. třídy (1913)
- Služební odznak pro důstojníky II. třídy (1914)
- komtur Řádu Františka Josefa s válečnou dekorací (1918)

### Zahraničí
- Řád knížete Danila I. IV. třídy (1885, Černá Hora)
- Řád slávy II. třídy (1887, Tunisko)
- Řád Osmanie III. třídy (1901, Osmanská říše)
- Řád pruské koruny II. třídy (1910, Německo)
- Řád posvátného pokladu I. třídy (1910, Japonsko)